# Finales NBA 1953
Navigation
Finales 1952 Finales 1954
Les finales NBA 1953 concluent la saison 1952-1953 de la National Basketball Association(NBA). Les Knicks de New York de la division Est ont affronté les Lakers de Minneapolis de la division Ouest. Minneapolis ayant l'avantage du terrain.
En remportant la série 4-1, les Lakers ont remporté leur quatrième titre en cinq ans depuis 1948.

## Classement en saison régulière
| Champion de division | Qualifié pour les playoffs | Éliminé des playoffs |

| Division Est             | V  | D  | PCT  | GB   |
| ------------------------ | -- | -- | ---- | ---- |
| Knicks de New York       | 47 | 23 | .671 | -    |
| Nationals de Syracuse    | 47 | 24 | .662 | 0.5  |
| Celtics de Boston        | 46 | 25 | .648 | 1.5  |
| Bullets de Baltimore     | 16 | 54 | .229 | 31   |
| Warriors de Philadelphie | 12 | 57 | .174 | 34.5 |

| Division Ouest           | V  | D  | PCT  | GB   |
| ------------------------ | -- | -- | ---- | ---- |
| Lakers de Minneapolis    | 48 | 22 | .686 | -    |
| Royals de Rochester      | 44 | 26 | .629 | 4    |
| Pistons de Fort Wayne    | 36 | 33 | .522 | 11.5 |
| Olympians d'Indianapolis | 28 | 43 | .394 | 20.5 |
| Hawks de Milwaukee       | 27 | 44 | .380 | 21.5 |

### Tableau des playoffs
|  | Demi-finales de Division | Demi-finales de Division | Demi-finales de Division |                       |   | Finales de Division   | Finales de Division | Finales de Division |  |  | Finales NBA | Finales NBA        | Finales NBA |
|  |                          |                          |                          |                       |   |                       |                     |                     |  |  |             |                    |             |
|  | 1                        | Knicks de New York       | 2                        |                       |   |                       |                     |                     |  |  |             |                    |             |
|  | 4                        | Bullets de Baltimore     | 0                        |                       |   |                       |                     |                     |  |  |             |                    |             |
|  | 4                        | Bullets de Baltimore     | 0                        |                       | 1 | Knicks de New York    | 3                   |                     |  |  |             |                    |             |
|  | Division Est             |                          |                          |                       | 1 | Knicks de New York    | 3                   |                     |  |  |             |                    |             |
|  |                          |                          | 3                        | Celtics de Boston     | 1 |                       |                     |                     |  |  |             |                    |             |
|  | 3                        | Celtics de Boston        | 3                        | Celtics de Boston     | 1 | 2                     |                     |                     |  |  |             |                    |             |
|  | 3                        | Celtics de Boston        |                          |                       |   | 2                     |                     |                     |  |  |             |                    |             |
|  | 2                        | Nationals de Syracuse    | 0                        |                       |   |                       |                     |                     |  |  |             |                    |             |
|  |                          |                          |                          |                       |   |                       |                     |                     |  |  | E1          | Knicks de New York | 1           |
|  |                          |                          | O1                       | Lakers de Minneapolis | 4 |                       |                     |                     |  |  |             |                    |             |
|  | 1                        | Lakers de Minneapolis    | 2                        |                       |   |                       |                     |                     |  |  |             |                    |             |
|  | 4                        | Olympians d'Indianapolis | 0                        |                       |   |                       |                     |                     |  |  |             |                    |             |
|  | 4                        | Olympians d'Indianapolis | 0                        |                       | 1 | Lakers de Minneapolis | 3                   |                     |  |  |             |                    |             |
|  | Division Ouest           |                          |                          |                       | 1 | Lakers de Minneapolis | 3                   |                     |  |  |             |                    |             |
|  |                          |                          | 3                        | Pistons de Fort Wayne | 2 |                       |                     |                     |  |  |             |                    |             |
|  | 3                        | Pistons de Fort Wayne    | 3                        | Pistons de Fort Wayne | 2 | 2                     |                     |                     |  |  |             |                    |             |
|  | 3                        | Pistons de Fort Wayne    |                          |                       |   | 2                     |                     |                     |  |  |             |                    |             |
|  | 2                        | Royals de Rochester      | 1                        |                       |   |                       |                     |                     |  |  |             |                    |             |

## Résumé de la Finale NBA
| Match  | Date     | Équipe à domicile  | Résultat    | Équipe à l'extérieur |
| ------ | -------- | ------------------ | ----------- | -------------------- |
| Game 1 | 4 avril  | Minneapolis Lakers | 88–96 (0–1) | New York Knicks      |
| Game 2 | 5 avril  | Minneapolis Lakers | 73–71 (1–1) | New York Knicks      |
| Game 3 | 7 avril  | New York Knicks    | 75–90 (1–2) | Minneapolis Lakers   |
| Game 4 | 8 avril  | New York Knicks    | 69–72 (1–3) | Minneapolis Lakers   |
| Game 5 | 10 avril | New York Knicks    | 84–91 (1–4) | Minneapolis Lakers   |

## Équipes
| Effectif des Lakers de Minneapolis 1952-1953 |
| --- |
| 11 Lew Hitch • 12 Howie Schultz • 15 Dick Schnittker • 16 Bob Harrison • 17 Jim Pollard • 18 Frank Saul • 19 Vern Mikkelsen • 20 Myer Skoog •22 Slater Martin • 99 George Mikan Entraîneur : John Kundla |

| Effectif des Knicks de New York 1952-1953 |
| --- |
| 4 Carl Braun • 5 Sherwin Raiken • 8 Nathaniel Clifton • 9 Ernie Vandeweghe • 10 Max Zaslofsky • 11 Harry Gallatin • 12 Vince Boryla • 14 Richard Surhoff • 15 Dick McGuire • 16 Al McGuire • 18 Connie Simmons Entraîneur : Joe Lapchick |